# Wallace H. Nutting

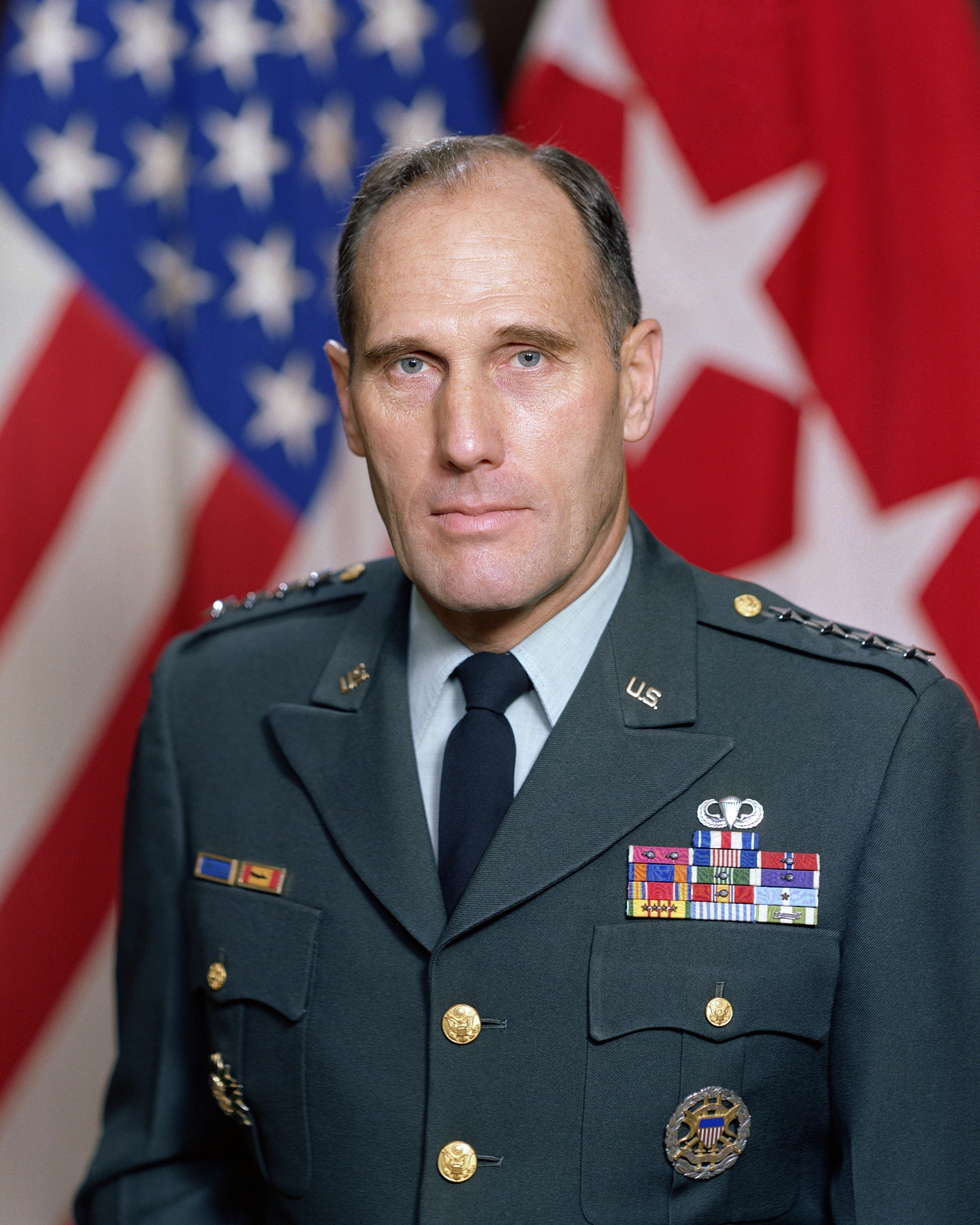
Wallace H. Nutting (November 1963)

Wallace Hall Nutting (* 3. Juni 1928 in Newton, Massachusetts; † 17. August 2023 in Saco, Maine) war ein General der United States Army. Er war unter anderem Kommandeur der 3. Panzerdivision.
Wallace Nutting begann seine militärische Laufbahn als einfacher Soldat in der Maine National Guard. Danach studierte er bis 1946 an der Phillips Exeter Academy in Exeter in New Hampshire. In den Jahren 1946 bis 1950 durchlief er die United States Military Academy in West Point. Nach seiner Graduation wurde er als Leutnant in das Offizierskorps des Heeres aufgenommen. In der Armee durchlief er anschließend alle Offiziersränge vom Leutnant bis zum Vier-Sterne-General.
Im Lauf seiner militärischen Karriere absolvierte Nutting verschiedene Kurse und Schulungen. Dazu gehörten unter anderem der Basic Officer Course, der Advanced Officer Course, die Armor School, das National War College, das Command and General Staff College und das Naval War College. Außerdem erhielt er einen akademischen Grad von der George Washington University.
In seinen jüngeren Jahren absolvierte er den für Offiziere in den niederen Rangstufen üblichen Dienst in verschiedenen Einheiten und Standorten. Dazu gehörten auch Aufgaben als Stabsoffizier in verschiedenen Hauptquartieren. Anfang der 1950er Jahre war er im Koreakrieg als Zugführer in einer Panzerkompanie der 2. Infanteriedivision eingesetzt. Dabei war er in Kampfhandlungen verwickelt, bei denen er verwundet wurde. Für seinen damaligen Einsatz wurde er unter anderem mit dem Orden Silver Star ausgezeichnet.
Im weiteren Verlauf seiner Karriere kommandierte Nutting militärische Einheiten auf fast allen militärischen Ebenen. Er war Stabsoffizier und Dozent an verschiedenen Militärschulen, darunter an der Militärakademie in West Point. Er war mehrfach in Deutschland stationiert. Nutting wurde zwei Mal im Vietnamkrieg eingesetzt. Dort kommandierte er in den Jahren 1966 bis 1968 eine Schwadron des 10. Kavallerieregiments das der 4. Infanteriedivision unterstand.
In der Folge bekleidete er unter anderem verschiedene Stellen als Stabsoffizier im Pentagon in Washington, D.C. Dazu gehörte eine Stelle bei den Joint Chiefs of Staff, die er in den Jahren 1971 bis 1973 innehatte. Außerdem nahm er als Vertreter des US-Heeres an einigen internationalen Kommissionen mit verschiedenen amerikanischen Staaten wie Brasilien, Mexiko und Kanada teil.
Im November 1977 übernahm Wallace Nutting das Kommando über die in Deutschland stationierte 3. Panzerdivision. Dieses Kommando hatte er bis zum September 1979 inne. Anschließend wurde er zur Howard Air Force Base in Panama versetzt, wo er das Kommando über das damals dort ansässige United States Southern Command übernahm. Diesen Oberbefehl bekleidete er zwischen Oktober 1979 und Mai 1983. In diese Zeit fiel der Tod des panamaischen Diktators Omar Torrijos am 31. Juli 1981. Damals wurde auch General Nutting als vor Ort kommandierender Offizier der US-Streitkräfte mit dessen Tod in Verbindung gebracht. Nach dem Ende seines Kommandos in Panama erhielt Wallace den Oberbefehl über das U.S. Readiness Command, den er bis zu seiner Pensionierung im Jahr 1985 behielt.
Später zog der pensionierte General nach Biddeford im Bundesstaat Maine. In den Jahren 2003 bis 2007 war er Bürgermeister dieser Gemeinde. Als Fellow war er Mitglied der National Defense University, der Harvard University und der University of Southern Maine. Im Zusammenhang mit einem Skandal um die Firma Sooner Defense of Florida, Inc. um die Lieferung unbrauchbarer Munition für den Schützenpanzer M2/M3 Bradley wurde Nutting Anfang der 1990er Jahre der Mittäterschaft bezichtigt, weil er Vorstandsmitglied und am Ende Präsident dieser Firma war. Nach einer Untersuchung wurde er von diesen Vorwürfen freigesprochen.
Er starb am 17. August 2023 im Alter von 95 Jahren in Saco.

## Orden und Auszeichnungen
Wallace Nutting hielt im Lauf seiner militärischen Laufbahn unter anderem folgende Auszeichnungen:
- Defense Distinguished Service Medal
- Silver Star
- Legion of Merit
- Soldier’s Medal
- Bronze Star
- Purple Heart
- Air Medal
- Army Commendation Medal
- World War II Victory Medal
- National Defense Service Medal
- Korean Service Medal
- Vietnam Service Medal
- United Nations Service Medal
- Vietnam Campaign Medal
- Presidential Unit Citation
- Vietnam Gallantry Cross Unit Citation